# Intervencionismo (economia)
Em economia, intervencionismo estatal refere-se à interferência do Estado na atividade econômica do país, visando a regulação das atividades do setor privado ou o socorro a setores em crise. Um exemplo é o acordo firmado em 1997 pelos governos da Alemanha, Espanha, França e Reino Unido para ajuda governamental às respectivas indústrias carboníferas, em crise. Em 2008-2009, a crise da indústria automobilística dos Estados Unidos também suscitou a intervenção do governo central para socorrer as empresas.